# Fabrizio Casati
Fabrizio Casati (Locarno, 3 ottobre 1976) è un conduttore televisivo e giornalista svizzero.

## Biografia
Entra alla RSI nel 1998, quando ancora frequenta gli studi in economia all'Università Cattolica del Sacro Cuore. Inizia nella redazione di Metropolis a Rete Tre. Il primo programma televisivo che conduce, TSX, è frutto di una collaborazione tra la radio e la televisione.
Dopo un breve periodo quale redattore e giornalista a Il Quotidiano, torna all'intrattenimento quale assistente di produzione. L'anno successivo gli viene affidata la conduzione di Mr.Jack Pot, un gioco televisivo in diretta giornaliera a mezzogiorno. Per parecchie stagioni, conduce Pausa pranzo con Sara Galeazzi. Seguono Mezzogiorno in punto, Molla l'osso, Gags, I cucinatori, Generation (in prima serata il sabato sera), in prime time conduce altri programmi di successo come Fuori in 20 minuti e Attenti a quei due. Parallelamente prosegue anche la collaborazione con la radio, con B-Champions, Zoot Radio con Christian Testoni, Tre di coppe per Rete Tre; su Rete Uno conduce invece da settembre 2011 la Domenica popolare tra la gente.
Commentatore delle dirette televisive dei cortei del Rabadan e di Nebiopoli,  da settembre 2013 è il conduttore di Black Jack, in onda alle 20.40 su RSI LA 1 dal lunedì al venerdì. Ogni sabato mattina è in diretta sulle frequenze di Rete Tre con Radio Black Jack. Da Gennaio 2016 presenta il talk show serale "Linea Rossa" e nel Settembre 2016 entra a far parte della squadra di Rete Uno.
Nel Maggio 2016 Fabrizio Casati entra a far parte della Compagnia teatrale Flavio Sala portando in scena "la solita süpa" considerata da pubblico e critica un grande successo.
Nel 2017 Approda a Rete Uno, ideando, conducendo e producendo il programma (prime time del sabato) Gustando, con Fabio Guerra. Programma itinerante a livello Nazionale e premiato nel 2020 con l'importante premio TicinoWine2020.
Conduce "Alta Fedeltà" con Clarissa Tami (Con Bacco e Clio) produzione Joanne Holder ( In onda in prima serata su RSI La1 ogni venerdì sera)
Dopo aver sostituito Marco Di Gioia, per motivi di salute di quest'ultimo alla conduzione di "Prova a Chiedermelo" in TV, arriva, con record di ascolti, “Il Rompiscatole - Home edition" in onda da casa del conduttore (causa pandemia Covid-19).
In Radio, sempre a Rete Uno, conduce "La Fermata" in collaborazione con AutoPostale.
Produce la fortunata serie di incontri TV “Aperisocial” conducendone anche una puntata, arriva poi, “Il citofono di Rete Uno, in radio. 
Per tutta la stagione 2020-21, Fabrizio Casati, continua a condurre “Il Rompiscatole” con grande successo di pubblico e critica, con picchi di ascolto  del 51%. In radio, sempre in diretta dalle frequenze di Rete Uno, è conduttore , produttore e autore di “Gustando 2.0”.
Dal Settembre dello stesso anno inventa e conduce, sempre per Rete Uno, “Domani è Domenica”, nel prime-time del sabato mattina.
A Novembre, con la partenza del nuovo palinsesto di Rete Uno, Casati, conduce, con Daniele Rauseo e Axel Belloni il fortunato programma giornaliero del Drive Time, “Senza Fretta”.
Nel Marzo 2022 è previsto un nuovo programma dal titolo “I Sognatori” del quale si sa ancora poco e la conduzione TV de “Il Rompiscatole”.